# Shorea superba
Shorea superba là một loài của thực vật thuộc họ Dipterocarpaceae. Tên gọi của loài này xuất phát từ Latin (superbus = hoành tráng) để chỉ dáng vẻ to đẹp của cây. Đây là một cây gỗ khổng lồ, cao tới 75 m, mẫu cao nhất ghi được là 84,4 m tại Vườn quốc gia Tawau Hills, ở Sabah. Loài này có ở rừng dầu hỗn hợp trên đất sét có cấu trúc ổn định ở vùng khí hậu ẩm. Đây là loài đặc hữu của Borneo, nơi chúng hiện đang bị đe vìmất môi trường sống. Nó được thấy ở ít nhất bốn khu vực bảo vệ (Khu bảo tồn rừng Sepilok, Khu bảo tồn Thung lũng Danum, các vườn quốc gia Lambir Hills và Gunung Mulu).